# 罗西尼亚

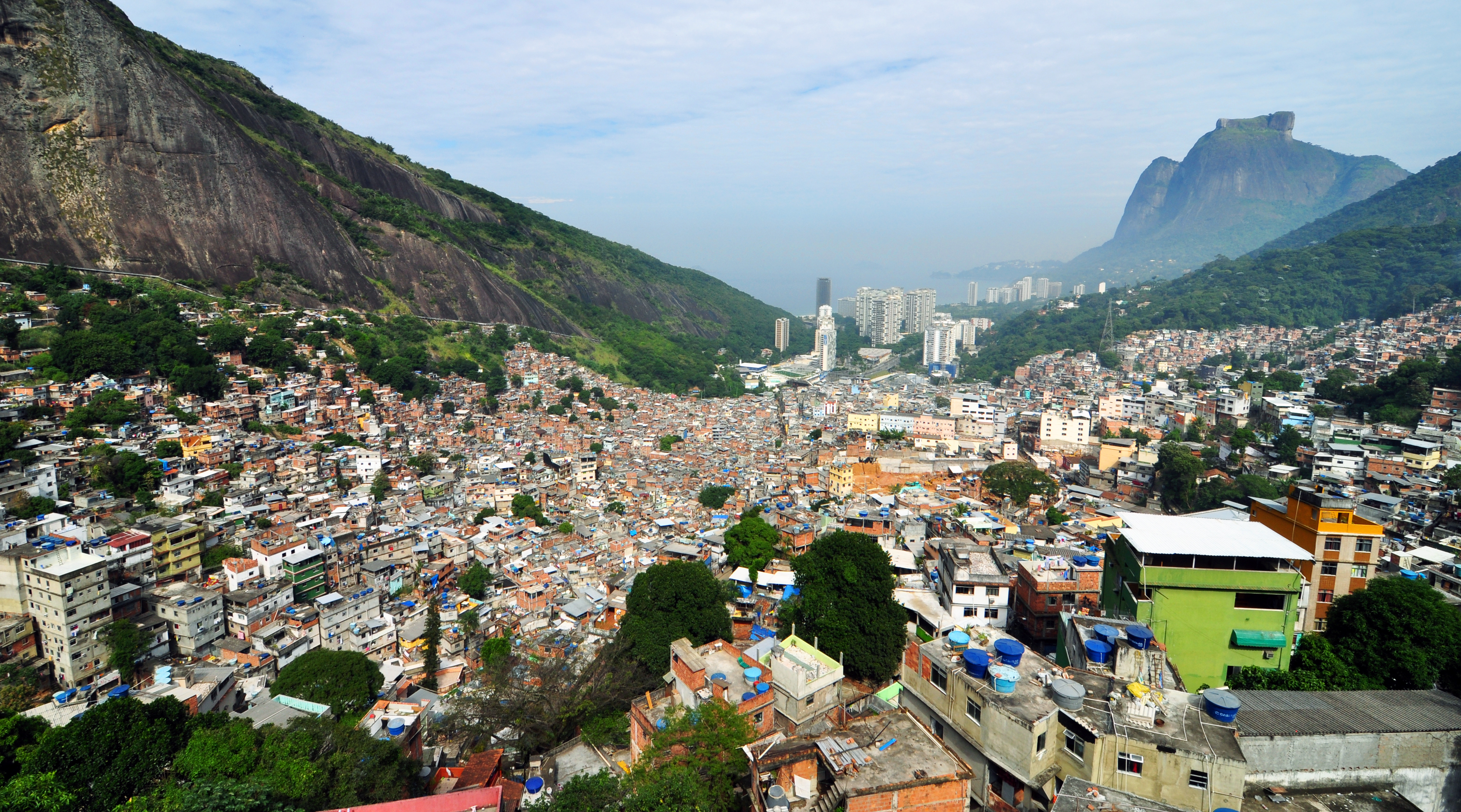
罗西尼亚

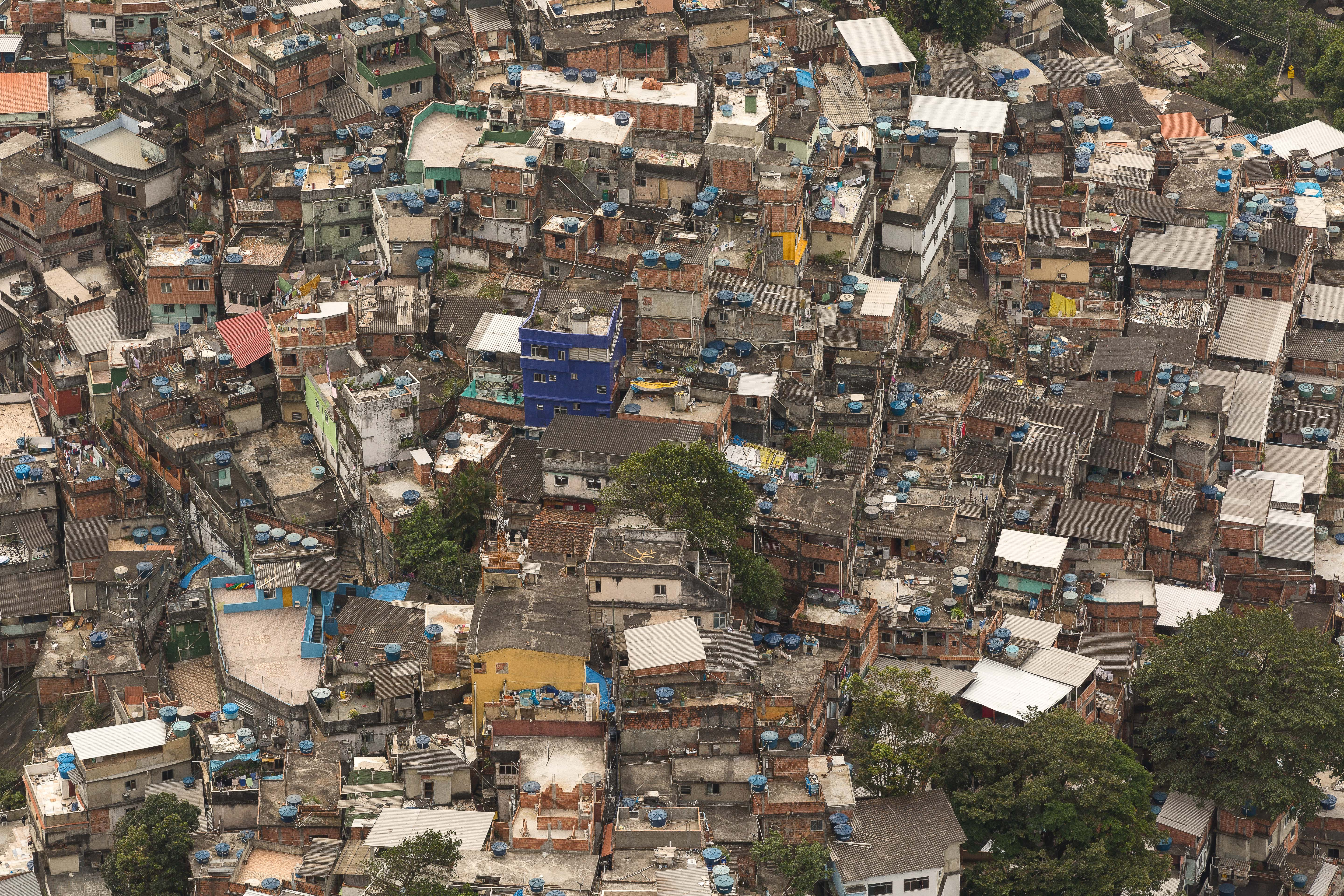
罗西尼亚鸟瞰图

罗西尼亚（葡萄牙語：Rocinha，發音：[ʁɔˈsĩɲɐ]）是位于巴西里约热内卢的一个法韦拉（贫民窟），也是巴西最大的法韦拉。罗西尼亚建在一個可以俯瞰里约热内卢市區的陡峭山坡上，周围有许多树木。當地距离附近的海滩约一公里。罗西尼亚當地住着约20万居民，是里约热内卢人口最多的城镇。
包括米哈伊尔·戈尔巴乔夫和演员克里斯多弗·藍伯特在內的许多名人都曾到访过罗西尼亚。2008年上映的电影無敵浩克、2009年的電子遊戲決勝時刻：現代戰爭2、2011年的电影玩命關頭5、2015年遊戲虹彩六號：圍攻行動中都有涉及罗西尼亚的場景。